# Gubernia de Kaluga

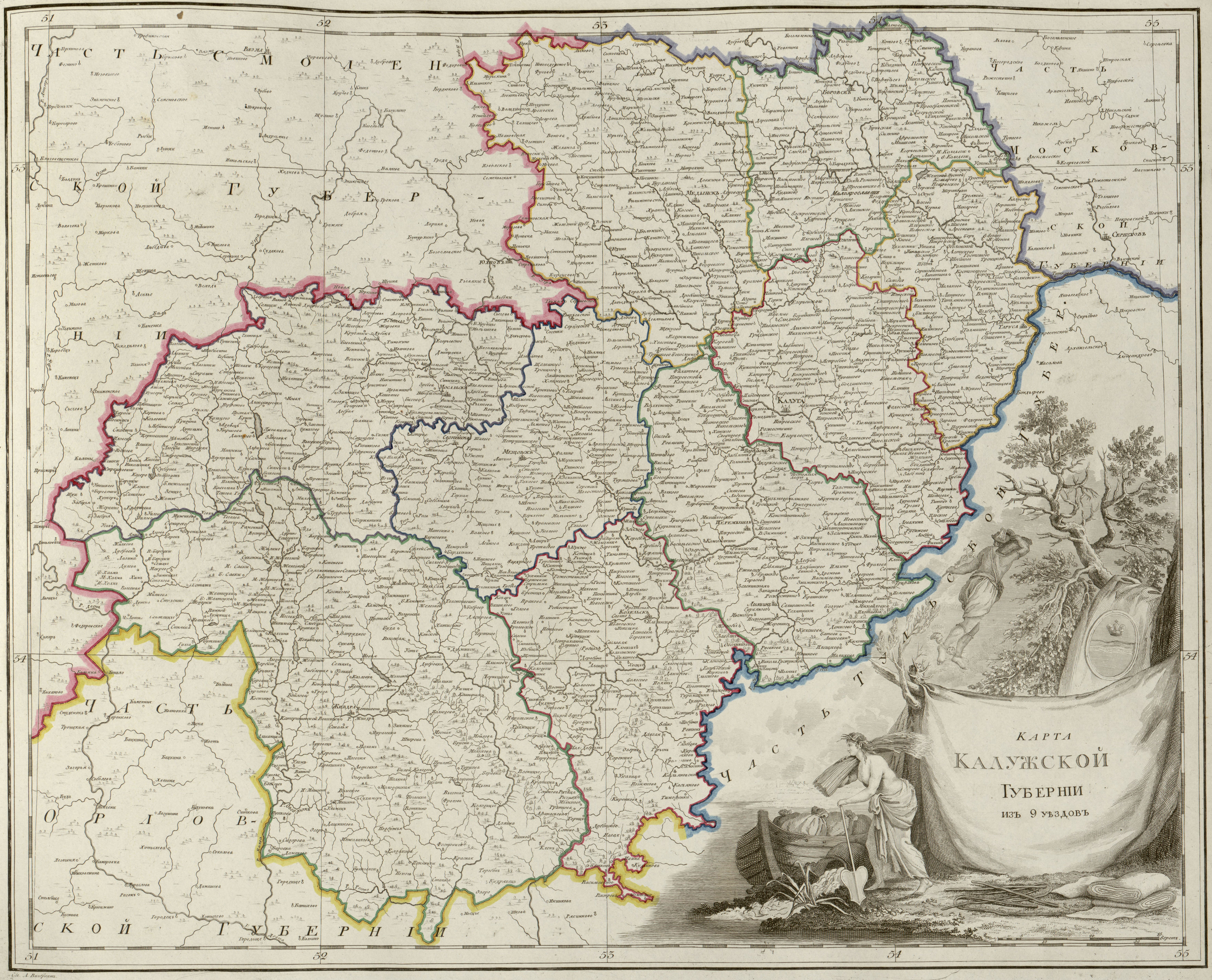
Mapa

Gubernia de Kaluga (em russo:  Калужская губерния) era um do gubernias do Império Russo, que ocupou aproximadamente o território atual do Oblast de Kaluga. Foi fundado em 1796 e existiu até 1929. Sua capital era a atual cidade de Kaluga.